# アムステルダムのダムとダムラックの眺め (フリック・コレクション)
『アムステルダムのダムとダムラックの眺め』（アムステルダムのダムとダムラックのながめ、蘭: Gezicht op de Dam en het Damrak te Amsterdam, 英: View of the Dam and Damrak in Amsterdam）は、17世紀オランダ絵画黄金時代の画家ヤーコプ・ファン・ロイスダールが1675年ごろ、キャンバス上に油彩で制作した風景画である。 現在、1910年以来、ニューヨークのフリック・コレクションに所蔵されている。なお、作品は現在、展示されていない。

## 作品
同じ場面を表し、同じ題名を持つロイスダールの絵画がほかにも2点ある。1つはロッテルダムのボイマンス・ヴァン・ベーニンゲン美術館蔵の『アムステルダムのダムとダムラックの眺め 』で、もう1つはマウリッツハイス美術館蔵である が、1999年以来アムステルダム博物館に長期貸与されている『アムステルダムのダムとダムラックの眺め』である。
本作は、画面下部右側に署名が記されている。研究者のシーモア・スライヴは、この制作年が記されていない作品は1675年ごろに描かれたと記述している。当時、ロイスダールは、アムステルダムの中心的広場、ダム広場沿いに居住していた。しかし、彼の家の窓は広場の反対側に面していたので、アトリエの窓から本作を描いたということはありえない。
この絵画、とりわけ下半分の保存状態はよくない。しかし、ボイマンス・ヴァン・ベーニンゲン美術館の同主題作ほど悪い保存状態であるわけではない。
本作は、シーモア・スライヴの2001年のロイスダール作品総目録で第7番となっている (ほかの2点は、それぞれ第6番と8番)。本作は、研究者ホフステーデ・デ・フロートの1911年の総目録で第12番か13番fである。フリック・コレクションでの登録番号は1910.1.110で、『アムステルダムの波止場 (Quay at Amsterdam)』と呼ばれている。

## ギャラリー

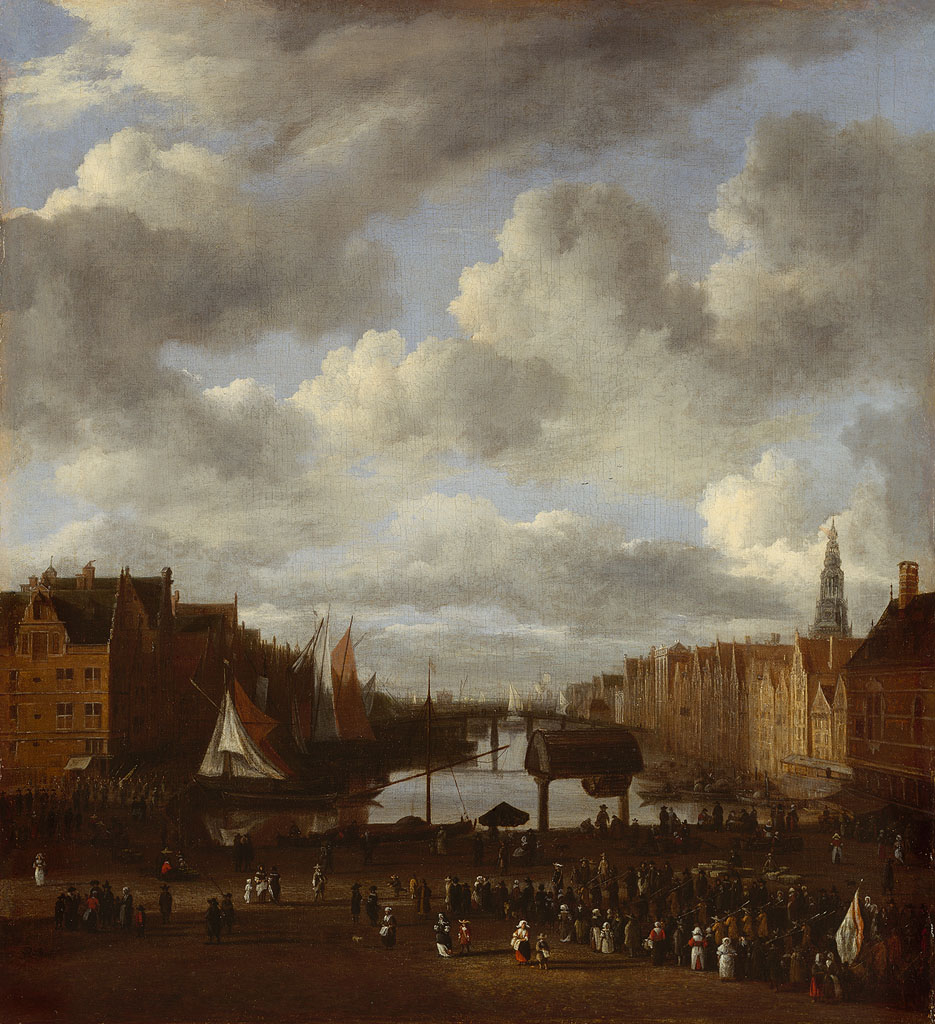
マウリッツハイス美術館蔵の『アムステルダムのダムとダムラックの眺め』
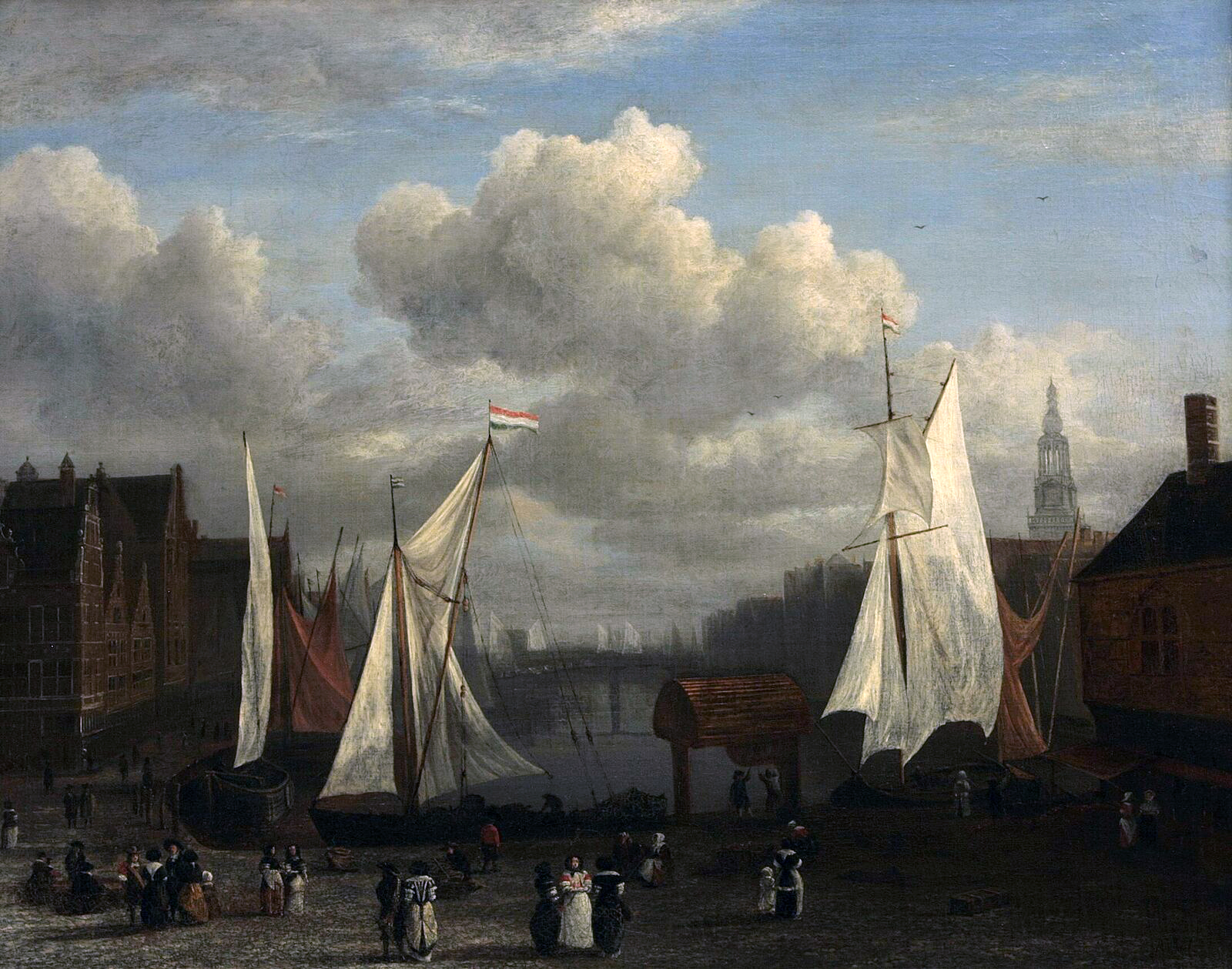
ボイマンス・ヴァン・ベーニンゲン美術館蔵の『アムステルダムのダムとダムラックの眺め』